# Notomatachia
Notomatachia là một chi nhện trong họ Desidae.